# Ванітас

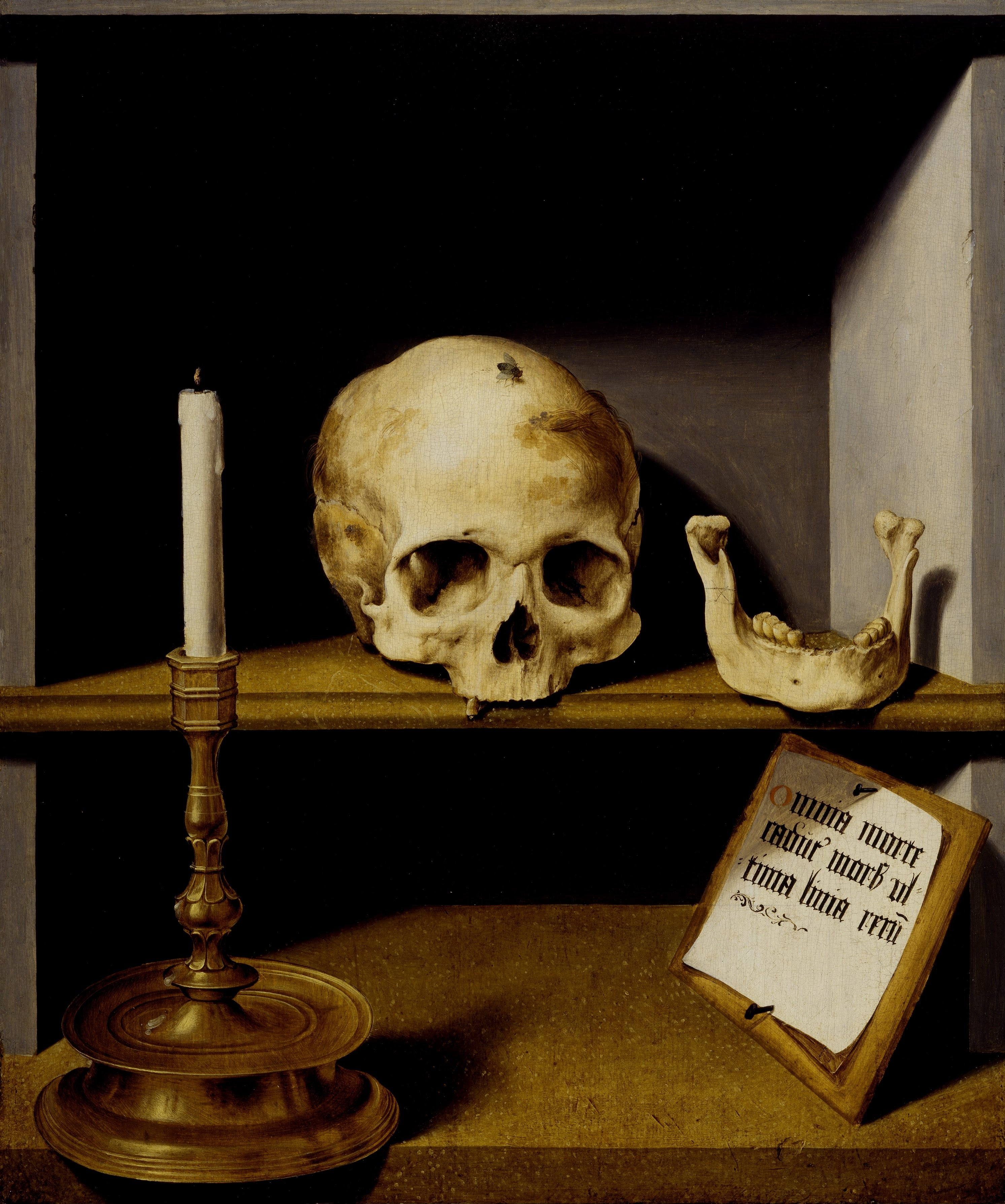
Бартоломеус Брейн Старший, 1-а половина XVI ст.

Картина Ганса Гольбейна «Посланці»

Ванітас (лат. vanitas, букв. — «марнота, марнославство») — жанр живопису епохи бароко, алегоричний натюрморт, композиційним центром якого традиційно є людський череп. Ці картини, що є ранньою стадією розвитку натюрморту, призначалися для нагадування про швидкоплинність життя, марнотність задоволень та неминучість смерті. Найбільшого поширення набули у Фландрії та Нідерландах в XVI і XVII століттях, Окремі приклади жанру трапляються у Франції та Іспанії.
Термін походить з біблійного вірша (Біблія Екл. 1:2) Vanitas vanitatum et omnia vanitas («Наймарніша марнота, сказав Проповідник, наймарніша марнота, марнота усе!»).

## Атрибути

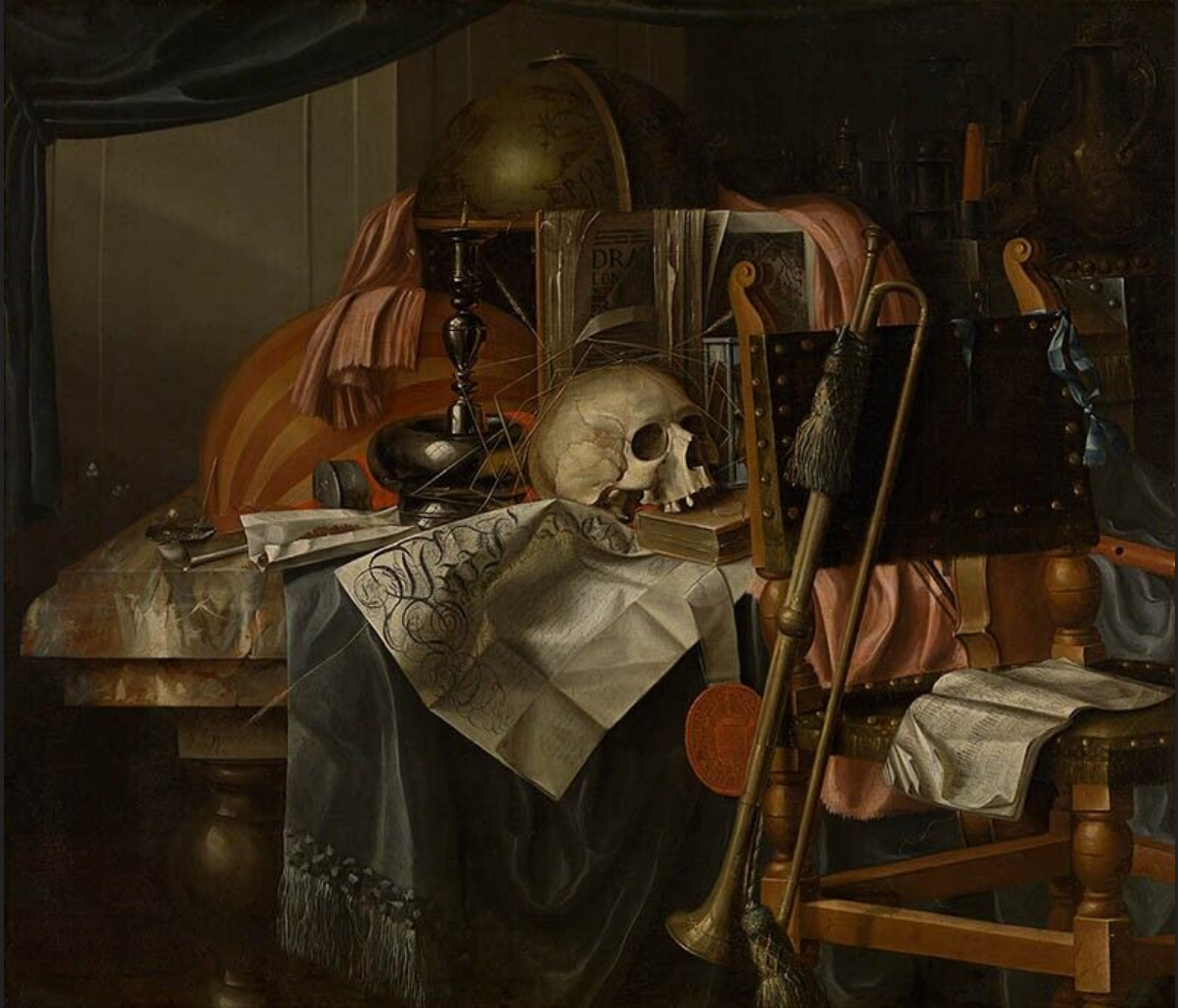
Франціскус Гейсбрехтс, 2-а половина XVII ст.

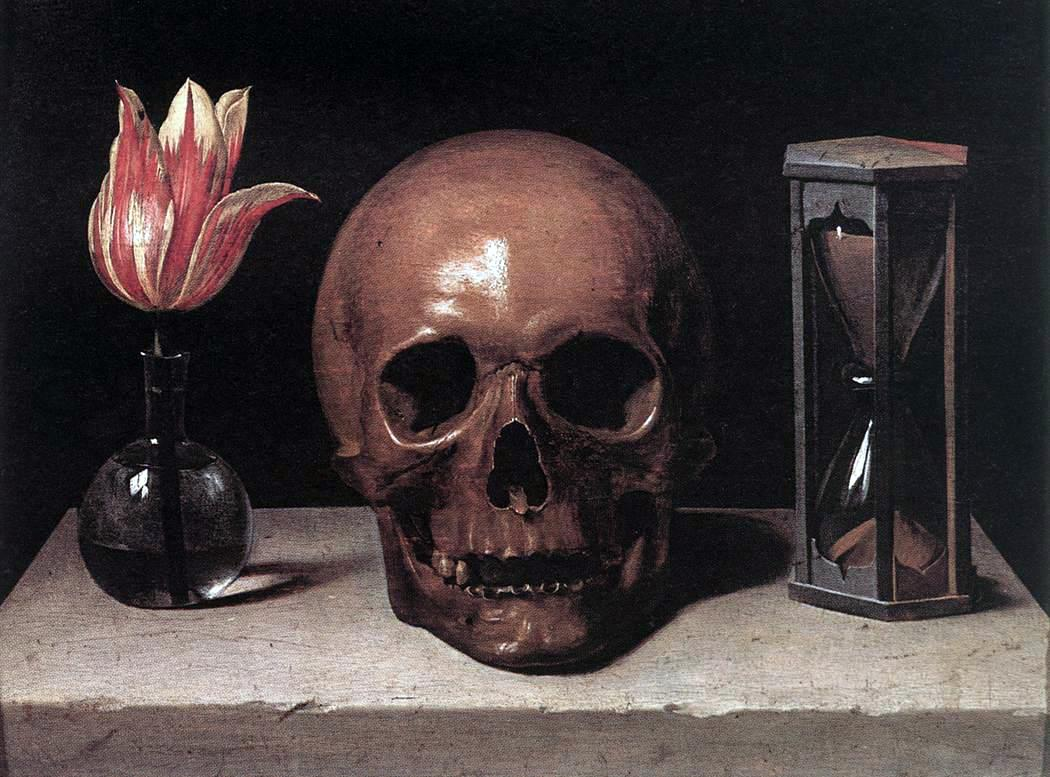
Філіп де Шампань, 2-а половина XVII ст.

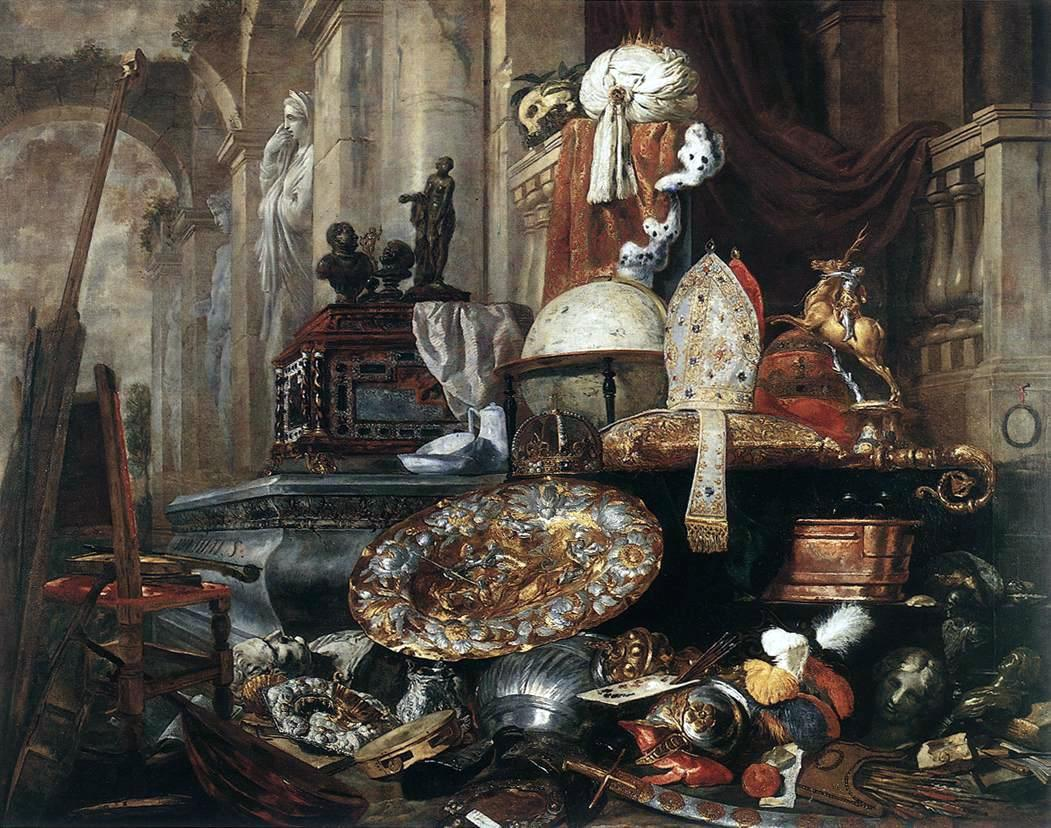
Пітер Боель, 1663

Символи, що трапляються на полотнах, були покликані нагадувати про тлінність людського життя і про минущість задоволень та досягнень:
- Череп — нагадування про неминучість смерті. Аналогічно тому, як портрет є лише відображенням колись живої людини, так і череп є лише формою колись живої голови. Глядач повинен сприймати його як «відображення», він найвиразніше символізує тлінність людського життя.
- Гнилі фрукти — символ старіння. Зрілі плоди символізують родючість, достаток, в переносному сенсі багатство та добробут. Деякі плоди мають своє значення: гріхопадіння позначається грушами, помідорами, цитрусами, виноградом, персиками та вишнею, і звичайно, яблуком. Еротичний підтекст мають інжир, сливи, вишні, яблука або персики.
- Квіти (в'янучі); троянда — квітка Венери, символ любові та еротики, пихата, як усе, що властиве людині. Мак — заспокійливий засіб, з якого виготовляють опіум, символ смертного гріха лінощів. Тюльпан — об'єкт колекціонування в Нідерландах XVII століття, символ необдуманості, безвідповідальності та нерозумного поводження з дарованим Богом станом.
- Паростки зерна, гілки плюща або лавра (рідко) — символ відродження та колообігу життя.
- Морські черепашки, іноді живі равлики — черепашка молюска є останками колись живої тварини, вона позначає смерть та тлінність. Повзучий равлик — уособлення смертного гріха лінощів. Великі молюски позначають дволикість натури, символ хтивості, ще одного зі смертних гріхів.
- Мильні бульбашки — короткоплинність життя та раптовість смерті; відсилання до виразу homo bulla — «людина є мильна бульбашка».
- Згасаюча свічка (недогарок) або олійна лампа, з якої ще йде дим; ковпачок для гасіння свічок — палаюча свічка є символом людської душі, її загасання символізує відхід.
- Кубки, гральні карти або кістки, шахи (рідко) — знак помилковою життєвої мети, пошуку задоволень та грішного життя. Рівність можливостей в азартній грі означала також і варту осуду анонімність.
- Люлька — символ швидкоплинних та невловних земних насолод.
- Карнавальна маска — знак відсутності людини всередині неї. Також призначена для святкового маскараду, безвідповідального задоволення.
- Дзеркала, скляні (дзеркальні) кулі — дзеркало є символом марнославства, крім того, це теж знак відображення, тіні, а не справжнього явища.
- Розбитий посуд, зазвичай скляні келихи. Порожня склянка, протиставлена повній, символізує смерть. Скло символізує крихкість, білосніжна порцеляна — чистоту. Ступка та товкачик — символи чоловічої та жіночої сексуальності. Пляшка — символ гріха пияцтва.
- Ніж — нагадує про вразливість людини і про її смертність. Окрім того це фалічний символ та приховане зображення чоловічої сексуальності.
- Пісочний та механічний годинник — швидкоплинність часу.
- Музичні інструменти, ноти — стислість та ефемерна природа життя, символ мистецтв.
- Книги та географічні карти (mappa mundi), письмове перо — символ наук.
- Глобус, як землі, так і зоряного неба.
- Палітра з пензлями, лавровий вінок (зазвичай на голові черепа) — символи живопису та поезії.
- Портрети вродливих жінок, анатомічні малюнки. Листи символізують людські відносини.
- Червоні сургучеві печатки.
- Медичні інструменти — нагадування про хвороби та тлінність людського тіла.
- Гаманці з монетами, скриньки з коштовностями — коштовності та косметика призначені для створення краси, жіночої привабливості, водночас вони пов'язані з марнославством, самозакоханістю та смертним гріхом зарозумілості. Також вони сигналізують про відсутність на полотні своїх володарів.
- Зброя та обладунки — символ влади та могутності, позначення того, що не можна забрати з собою в могилу.
- Корони та папські тіари, скіпетри та держави, вінки з листя — знаки минущого земного панування, якому протиставлено небесний світовий порядок. Подібно до масок, вони символізують відсутність тих, хто їх носив.
- Ключі — символізують владу домашньої господині, що розпоряджається запасами.
- Руїни — символізують минуще життя тих, хто населяв ці споруди колись.
- Аркуш паперу з повчальним (песимістичним) висловом, наприклад:  Vanitas vanitatum; Ars longa vita brevis; Hodie mihi cras tibi (сьогодні мені, завтра тобі); Finis gloria mundi; Memento mori; Homo bulla; In ictu oculi (досл. за мить ока); Aeterne pungit cito volat et occidit (слава про подвиги розвіється так само, як і сон); Omnia morte cadunt mors ultima linia rerum (всі руйнується смертю, смерть — остання межа всіх речей); Nil omne (все — це нічого)

Дуже рідко натюрморти цього жанру включають людські фігури, іноді скелет — персоніфікацію смерті. Об'єкти часто зображуються в безладі, символізуючи повалення досягнень, які вони позначають.

## Розвиток жанру

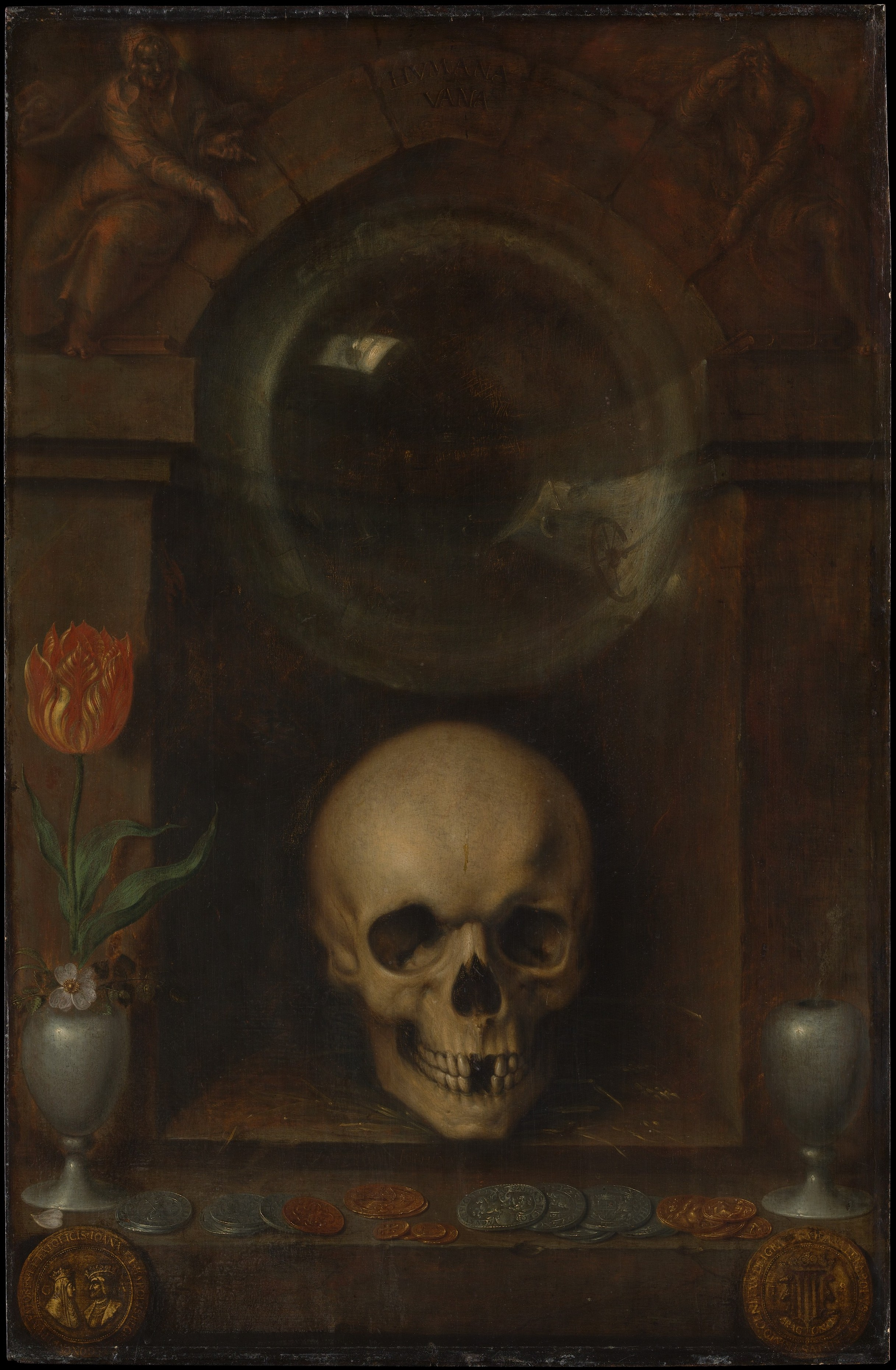
Якоб де Гейн, 1603. Над аркою зображено рельєф Плаче Геракліт та сміється Демокріт

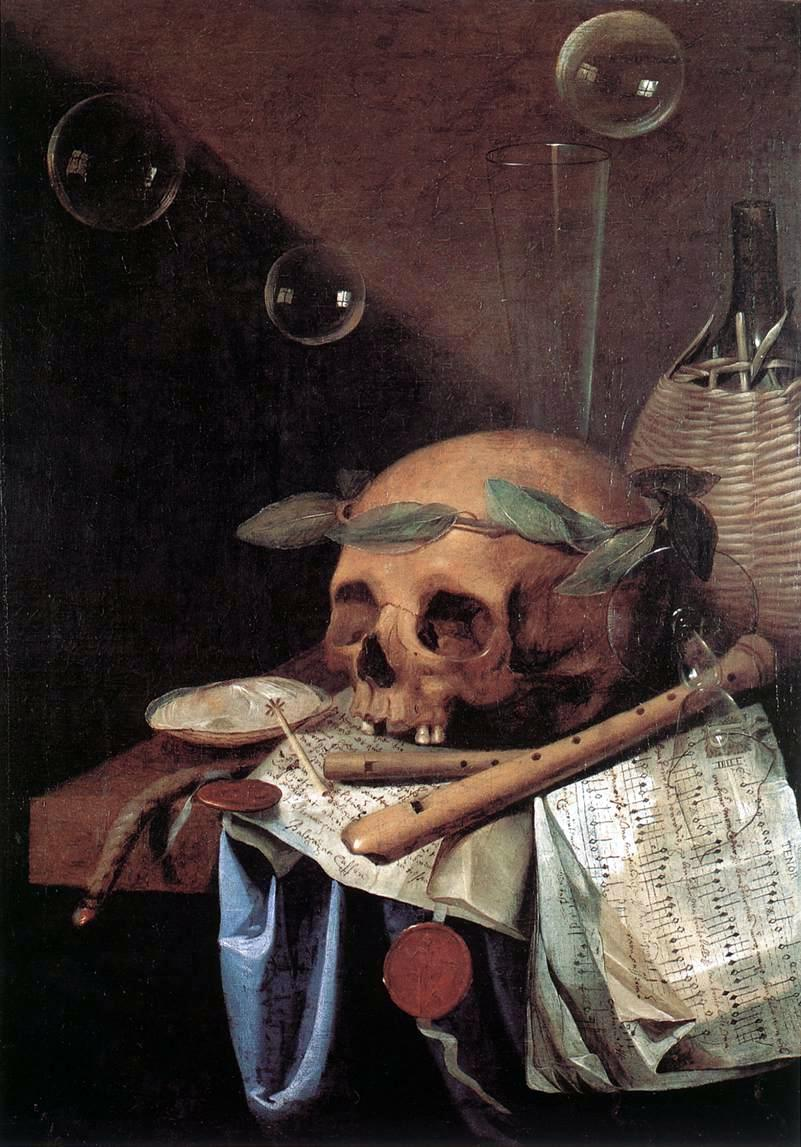
Симон Ренар де Сен-Андре, близько 1650

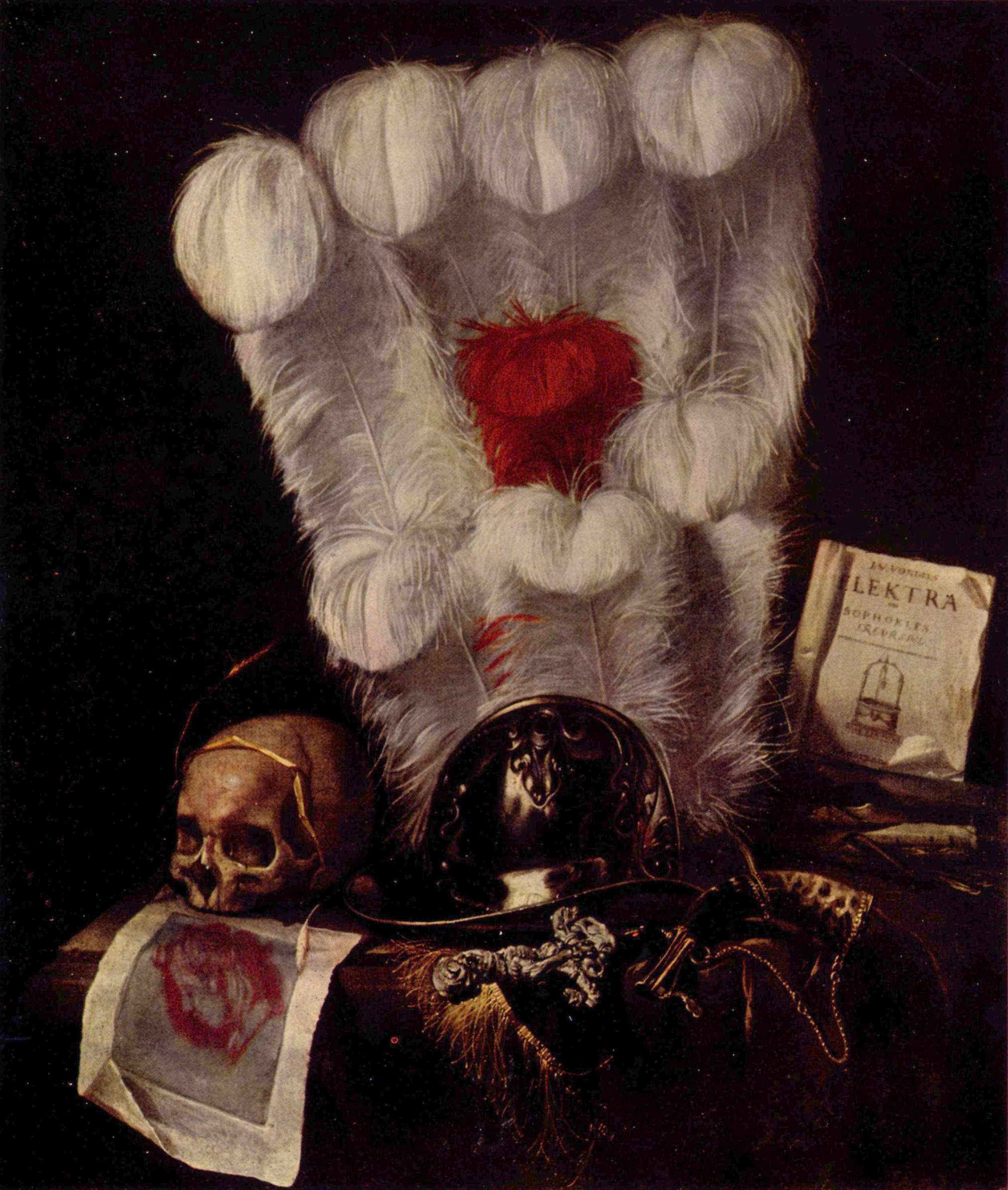
Юріа ван Стрек, близько 1670

Натюрморти vanitas в початковій формі були фронтальними зображеннями черепів (зазвичай в нішах зі свічкою) або інших символів смерті та тлінності, які в епоху Ренесансу писалися на реверсах портретів. Ці vanitas, а також квіти, які малювали на звротах — найраніші приклади жанру натюрморту в європейському мистецтві Нового Часу (наприклад, перший голландський натюрморт — це саме «Vanitas» пензля Якоба де Гейна). Ці черепи на зворотах портретів символізували смертність людської натури  (mors absconditus)  і протиставлялися живому стану моделі на звороті картини. Найбільш ранні vanitas — зазвичай найскромніші та похмурі, часто майже монохромні. Натюрморти vanitas виділилися в незалежний жанр близько 1550 року.
Художники XVII століття перестали зображати череп лише фронтально в композиції й зазвичай «клали» його осторонь. З часом протягом епохи бароко ці натюрморти ставали дедалі пишнішими та багатшими на деталі.
Жанр «ванітас» набув найбільшої популярності до 1620-х років. Розвиток жанру аж до спаду його популярності приблизно в 1650-і роки зосереджувався в Лейдені, нідерландському місті, який Бергстром у своєму дослідженні на тему нідерландського натюрморту проголосив «центром створення vanitas в XVII столітті». Лейден був важливим центром кальвінізму, течії, яке засуджувала моральну розбещеність людства та прагнула до твердого морального кодексу. Бергстром вважав що для кальвіністських художників ці натюрморти були пересторогою щодо марнославства та тлінності та були ілюстрацією кальвіністської моралі того часу. Також на розвиток жанру ймовірно вплинули гуманістичні погляди та спадщина жанру memento mori
.